# إيرل روش
إيرل روش هو لاعب هوكي الجليد كندي، ولد في 22 فبراير 1910 في بريسكوت ‏ في كندا، وتوفي في 15 أغسطس 1965.

## وصلات خارجية
- إيرل روش على موقع دوري الهوكي الوطني (الإنجليزية)
- إيرل روش على موقع قاعة مشاهير الهوكي (لاعب أن.إتش.أل) (الإنجليزية)
- إيرل روش على موقع EliteProspects.com (الإنجليزية)
- إيرل روش على موقع HockeyDB.com (الإنجليزية)
- إيرل روش على موقع Hockey-Reference.com (الإنجليزية)